# مشفى القلمون
مشفى القلمون أو مشفى النبك هو مشفى سوري حكومي يوجد في مدينة النبك في منطقة القلمون .وهو من أقدم المشافي في سوريا.
يدير المشفى منذ 2014 الدكتور عبد الله عبد الله وهو من مواليد النبك عام 1960، تخرج من كلية الطب البشري جامعة دمشق 1985، أخصائي جراحة عامة 1990.

## التأسيس
اعتبر عدّة مؤرخين مشفى القلمون من أقدم المستشفيات في سوريا. حيث تم إنشاؤه على يد بعثة تبشيرية مسيحية دنماركية عام 1919. وعرف على أساس ذلك بين عامة الناس بالمشفى "الدنماركي".
تم بناء المستشفى في ارض تبرع بها ابناء المدينة في غربي النبك بطراز معماري منفرد يشبه الأبنية الريفية القلمونية من حيث الشكل ومواد البناء ، كان يتألف من طابقين الأول (تحت الأرضي) فيه ست غرف وخدمات، وطابق أرضي يحتوي على 13 غرفة وجناح ومطبخ ودورات مياه تتوسطه حديقة مشجرة، وفي الطابق الارضي ست غرف للمرضى من الرجال والنساء والاطفال وكل غرفة تتسع لثمانية أسرة بالإضافة الى غرفة العمليات وغرفة الطوارئ والاسعاف. وقد توقف العمل به في العام 1914 م بسبب ظروف الحرب العالمبة الأولى ولكنه عاود العمل فيه بعد نهاية الحرب.
كان المشفى يضم طاقما طبيا وتمريضيا دانمركيا بالإضافة الى عدد من العاملين والعاملات للخدمة من أبناء المنطقة، وتطور المشفى مع مرور الزمن بدعم من الحكومات السورية المتعاقبة وبتبرعات أهالي مدينة النبك.

## مراحل تطوير المشفى
بقي المشفى لفترة طويلة تحت رعاية البعثة التبشيرية الدنماركية وفي أواخر الستينات تم تأميم المشفى ليصبح مشفى حكومي عام، وجرت عدة توسيعات للمشفى أهمها:
في عام 1995، تم إنشاء بناء جديد كلياً من قبل لجنة من أهالي النبك وكان أول مشروع خير كبير في سوريا. وتحول المشفى القديم لقسم نسائية وتوليد.
في عام 2010، تم افتتاح قسم أشعة جديد في المشفى بتبرع كويتي - سوري.
في عام 2015، تم افتتاح قسم أطفال جديد بكلفة تتجاوز 120 مليون ليرة بدعم من المجتمع المحلي.
في عام 2022، افتتح وزير الصحة حسن الغباش قسم غسيل الكلية بطاقة استيعابية تصل إلى 11 سريراً، حيث تم إعادة تأهيل القسم وتجديده بالكامل. وجرى هذه التجديد بتعاون بين وزارة الصحة والمجتمع الأهلي.

## لمحة عن مشفى القلمون وأقسامه
يحوي مشفى القلمون حوالي 200 سرير وأهم أقسام المشفى :قسم الإسعاف والعناية الإسعافية، شعبة الجراحة، شعبة الداخلية، وحدة العناية المشددة، قسم الكلية الصناعية، قسم الحواضن، قسم النسائية والتوليد، قسم العمليات، قسم الأشعة، قسم المخبر، قسم الأطفال بالإضافة إلى الأقسام الإدارية والخدمية.كما يعد المشفى مكانا للتدريب العملي لطلاب مدرسة التمريض وطلاب المعهد التقاني الطبي في النبك.

## الهيئة العامة لمشافي القلمون
يتبع مشفى القلمون للهيئة العامة لمشافي القلمون وهي هيئة مستقلة تتبع لوزارة الصحة في سوريا وتضم هذه الهيئة بالإضافة لمشفى القلمون كل من مشفى يبرود ومشفى دير عطية ومشفى قارة ومستوصفات النبك ويبرود والسحل والقسطل وديرعطية وقارة.